# Actaea pachypoda
Actaea pachypoda Elliott è una pianta appartenente alla famiglia delle Ranunculaceae.
La pianta è originaria della parte orientale del Nord America, del Canada orientale e delle zone centro-occidentali e orientali degli Stati Uniti. Predilige terreni argillosi o grossolani di montagna e si trova in foreste di latifoglie e miste.

## Descrizione

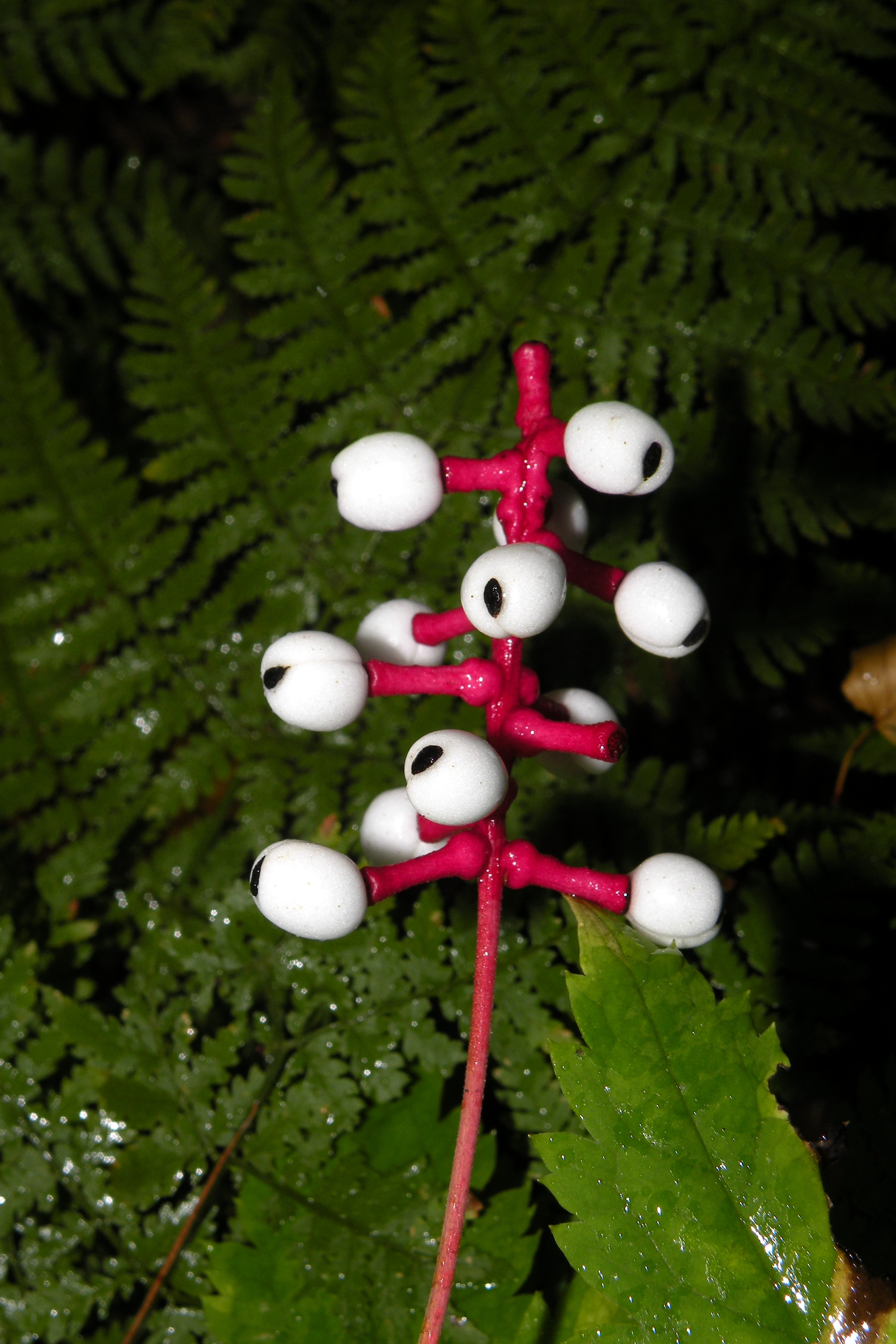
Frutto di Actaea pachypoda a Putnam, Connecticut

Questa pianta erbacea perenne cresce fino a raggiungere altezze di 75 cm. Ha foglie composte dentate e bipennate lunghe fino a 40 cm e larghe fino a 30 cm.
I fiori bianchi vengono prodotti in primavera in un racemo denso di circa 10 cm di lunghezza. La caratteristica più sorprendente della pianta è il suo frutto, una bacca bianca di circa 1 cm di diametro, le cui dimensioni, forma e cicatrice nera sullo stigma conferiscono alla specie il suo nome comune, "occhi di bambola". I pedicelli si ispessiscono e diventano rosso vivo man mano che le bacche si sviluppano.
Le bacche maturano durante l'estate, trasformandosi in frutti che persistono sulla pianta fino alle prime gelate.
Esistono verietà con bacche rosa e rosse, ma alcune di esse producono semi sterili e potrebbero in realtà essere ibridi con Actaea rubra.
Il nome specifico pachypoda significa "piede spesso", dal greco antico παχύς pakhús "spesso" e πούς poús "piede", che potrebbe riferirsi al grande rizoma della pianta o agli steli che sostengono le bacche, che sono più spessi della correlata Actaea rubra.
Sia le bacche che l'intera pianta sono considerate velenose per l'uomo. Le bacche contengono tossine cardiogene che possono avere un effetto sedativo immediato sul tessuto muscolare cardiaco umano e sono la parte più velenosa della pianta. L'ingestione di bacche può causare arresto cardiaco e morte.

## Ecologia
Diversi uccelli, che non sono colpiti dalle tossine, mangiano le bacche e contribuiscono a disperdere i semi. Le api ne raccolgono il polline dai fiori.

## Coltivazione
Actaea pachypoda è coltivata come pianta ornamentale, nei giardini tradizionali e in quelli selvatici .
Per riprodurre il suo habitat nativo, si richiede ombra parziale o totale, terreno ricco e argilloso e irrigazione regolare con buon drenaggio.